# دارك هجز

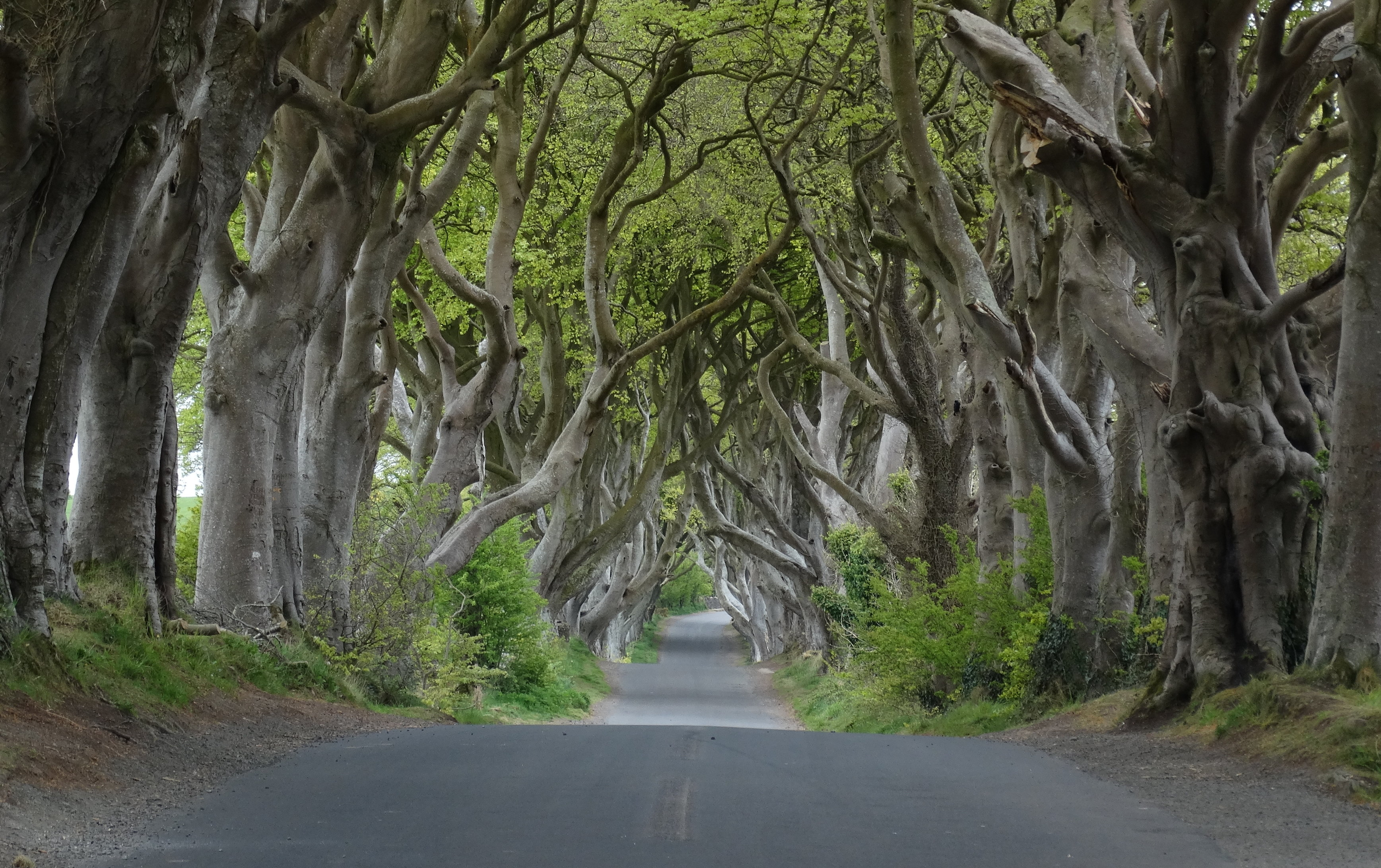
دارك هجز في عام 2016

دارك هجز هو طريق من أشجار الزان على طول شارع برجاق بين أرموي و إسترانوكوم في مقاطعة أنترم، أيرلندا الشمالية. تشكل الأشجار نفقًا جويًا تم استخدامه كموقع في المسلسل التلفزيوني الشهير صراع العروش التابع لـ HBO ، مما أدى إلى أن يصبح الشارع من المعالم السياحية الشهيرة.

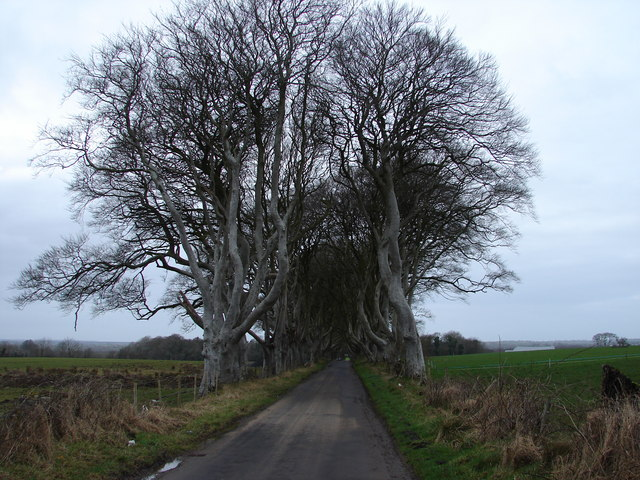
دارك هجز كما يُرى من مسافة أبعد على طول طريق برجاق